# Osiek Grodkowski (przystanek kolejowy)
Osiek Grodkowski – nieistniejący już przystanek osobowy na zlikwidowanym w 1972 roku, odcinku linii kolejowej nr 329 Szydłów - Lipowa Śląska, w Osieku Grodkowskim, w województwie opolskim, w powiecie brzeskim, w gminie Grodków, w Polsce.
| Osiek Grodkowski                                 |  |                                   |
| Linia nr 329 Szydłów - Lipowa Śląska (21,300 km) |  |                                   |
| Radoszowiceodległość: 2,900 km                   |  | Lipowa Śląska odległość: 5,300 km |